# Навоёва-Гура

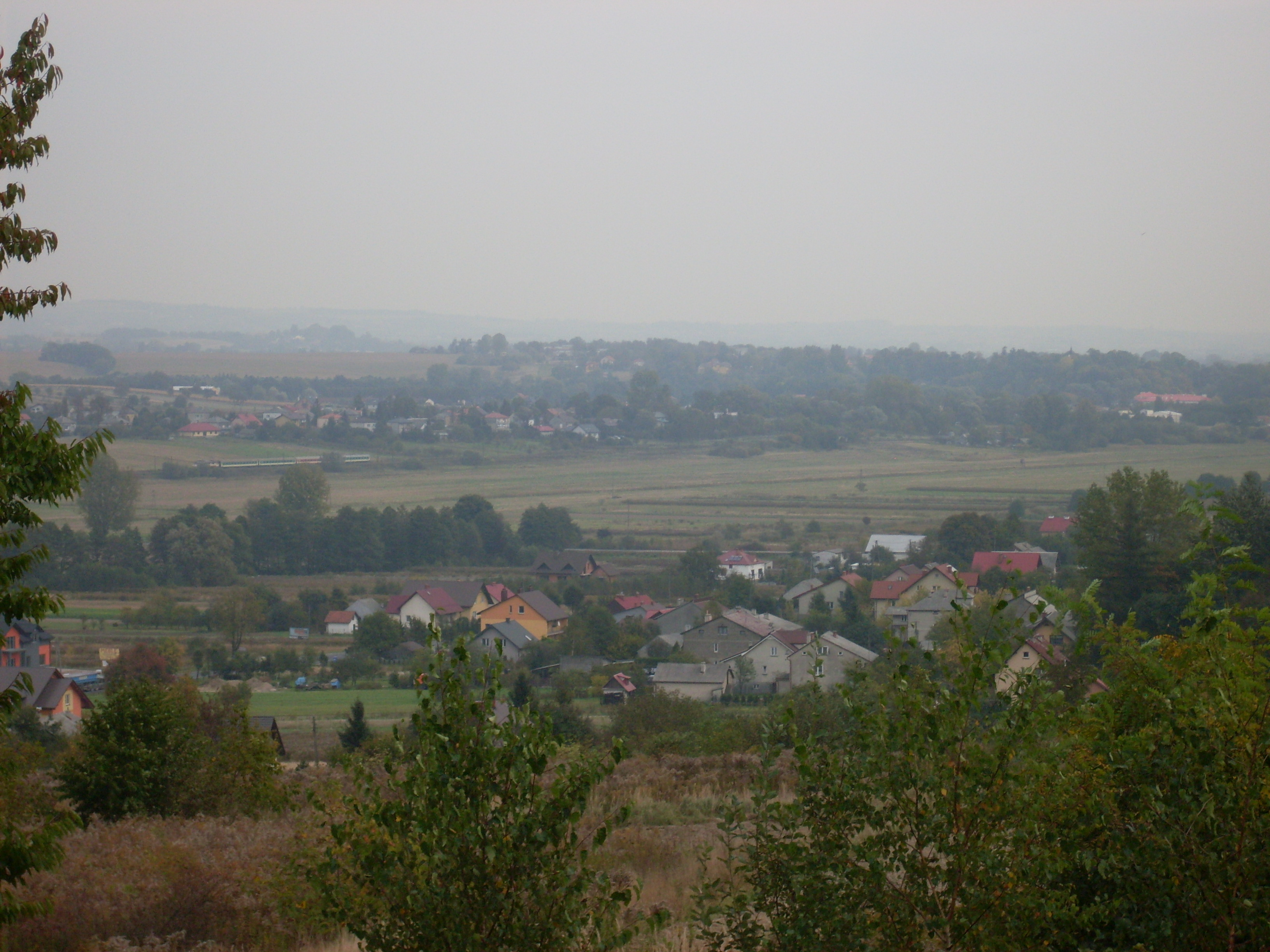
Вид села

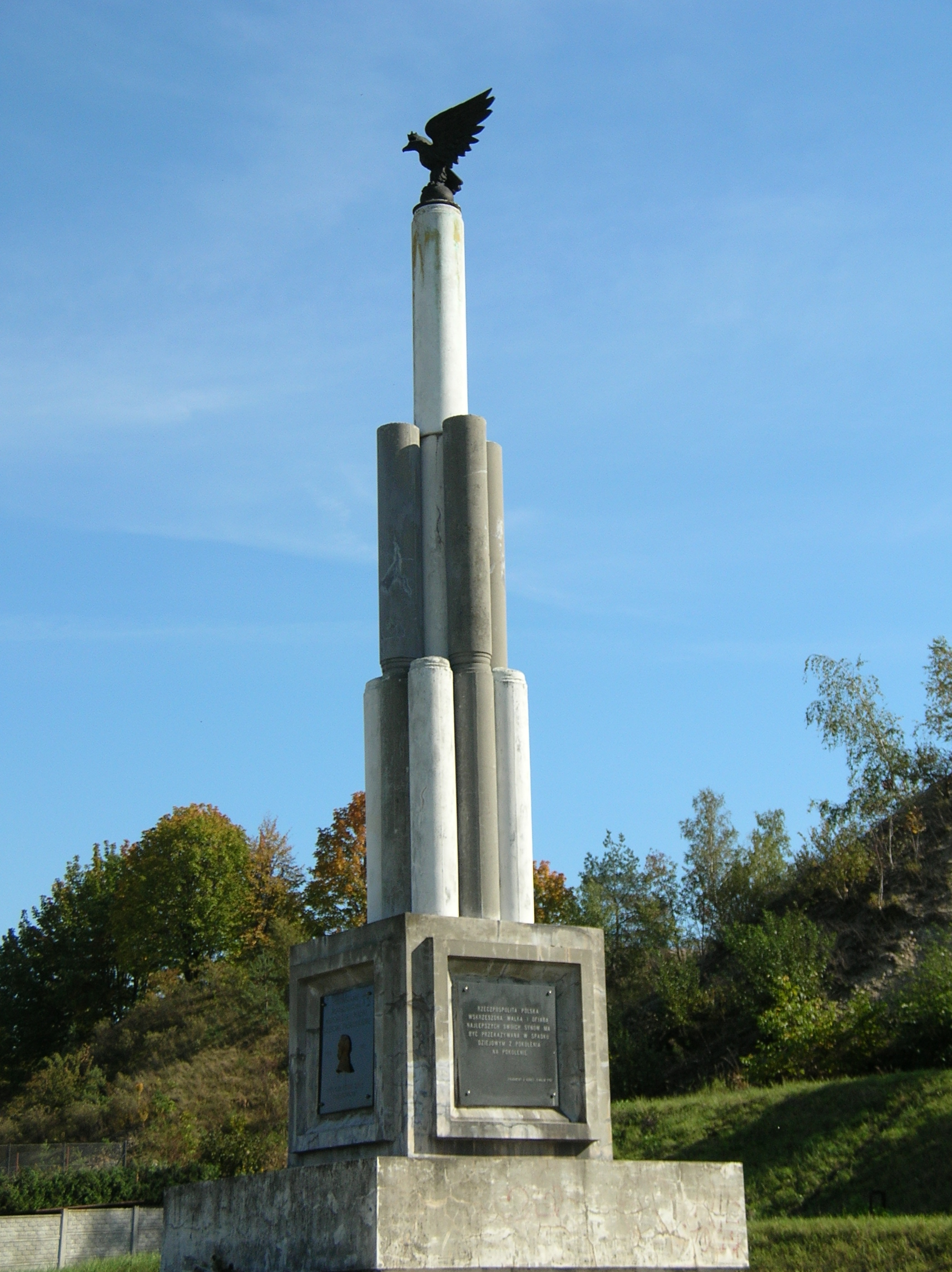
Памятник Независимости Польши

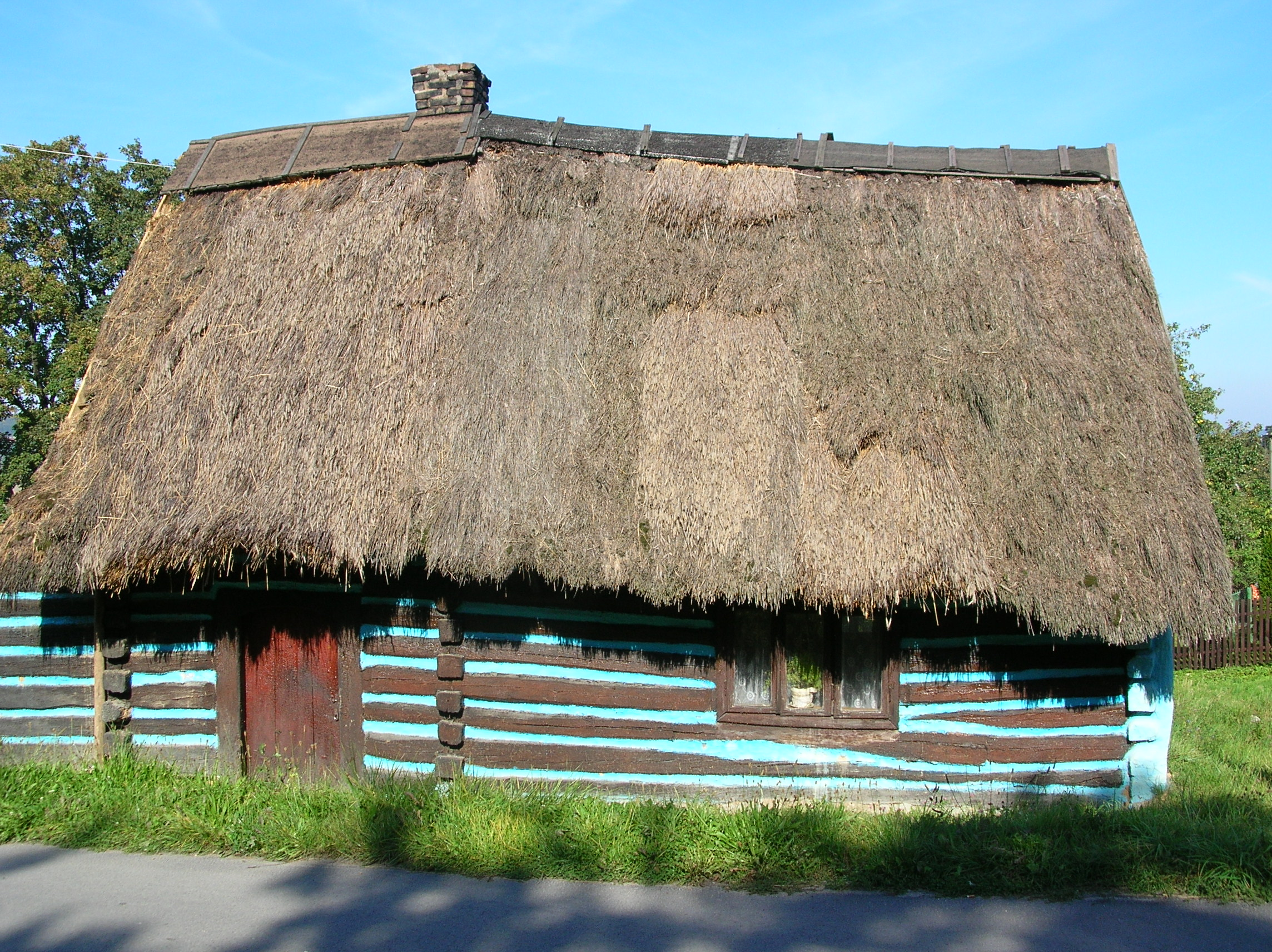
Крестьянский дом. Памятник культуры Малопольского воеводства

Навоёва-Гу́ра (пол. Nawojowa Góra) — село в Польше в сельской гмине Кшешовице Краковского повета Малопольского воеводства.

## География
Южная и центральная часть села располагается на Тенчинском хребте, северная часть — в Кшешовицкой впадине. Восточная часть села нисходит в долину Боровца и граничит с селом Млынка, входящей в состав сельской гмины Забежув. С юга село граничит с сёлами Рудава и Писары. Естественной границей северной части села является река Кшешувка. На южной и юго-западной части села находится Звежинецкий лес.
Село состоит из нескольких частей, имеющих собственное наименование: Бежиско, Гвозьдзец, Подляс, Ставки, Застудне, Лонзек, Ланы, Подбоже, Боровец, Хрустувка, Мендзыбже, Загоне, Долы, Млынка и Зимна-Вода.
Через село проходит краевая дорога № 79 Катовице — Варшава и железнодорожная линия Краков — Катовице.

## История
Согласно сочинения «Studium St. Smolki gniazdo Tęczyńskich» село было основано в XII веке неким Навоем из Тенчина. В позднее средневековье село принадлежало шляхетскому роду Потоцких. В 1880 году в селе проживало 985 человек. С 1815 года по 1846 год село входило в состав Вольного города Краков, после находилось в Австро-Венгрии. В 1911 году в селе была построена начальная школа. На рубеже XVIII XIX веков в селе был построен Пороховой погреб, который в 1916 году выкупил польский физиолог Наполеон Никодим Цыбульский и перестроил его в усадьбу. Во времена II Польской Республики село входило в состав Хшановского повета Краковского воеводства. 11 ноября 1934 году в селе был открыт Памятник Независимости Польши, который в 1942 году был разрушен немцами.
С 26 октября 1939 года по 18 января 1945 год село входило в состав района Крессендорф Ландкрайса Кракау Дистрикта Краков Генерал-губернаторства.
До 1954 года село входило в состав гмины Кшешовице, потом было передано в Хшановский повет Краковского воеводства. В это время село было административным центром Громады Навоёва-Гура. В июле 1960 года село было возвращено в гмины Кшешовице. В 1975—1998 годах село входило в состав Краковского воеводства.
11 ноября 1989 года около краевой дороги № 79 по проекту архитектора Мариана Конарского был поставлен новый Памятник Независимости Польши.
В 1997 году выселки Гвозьдзец и Зимна-Вода, которые принадлежали Навоёве-Гуре, были переданы в состав города Кшешовице (всего 237 домохозяйств).

## Население
По состоянию на 2013 год в селе проживало 1 972 человек.
| 1880 | 2010  | 2013  |
| ---- | ----- | ----- |
| 985  | 1 961 | 1 972 |

| Перепись  | Всего   | Всего | Женщины | Женщины | Мужчины | Мужчины |
| --------- | ------- | ----- | ------- | ------- | ------- | ------- |
| Единицы   | человек | %     | человек | %       | человек | %       |
| Население | 1 972   | 100   | 1 005   | 50,9    | 65      | 49,1    |

## Социальная структура
В селе действуют сельскохозяйственное предприятие, начальная школа, добровольная пожарное общество «OSP Nawojowa Góra» и стадион «LKS Górzanka» на 150 мест (основан в 1952 году).

## Достопримечательности
Памятники культуры Малопольского воеводства:
- Здание школы;
- Усадьба;
- 4 придорожные часовни;
- 4 деревянных крестьянских дома, датируемые началом XX века.

Другие достопримечательности:
- Памятник Независимости Польши.
- Церковь Воздвижения Креста Господня.

## Известные жители и уроженцы
- Наполеон Никодим Цыбульский (1854—1919) — польский физиолог.
- Станислав Чич (1929—1996) — польский поэт и прозаик.